# Deuxième choc pétrolier
 (novembre 2016).
Si vous disposez d'ouvrages ou d'articles de référence ou si vous connaissez des sites web de qualité traitant du thème abordé ici, merci de compléter l'article en donnant les références utiles à sa vérifiabilité et en les liant à la section « Notes et références ».

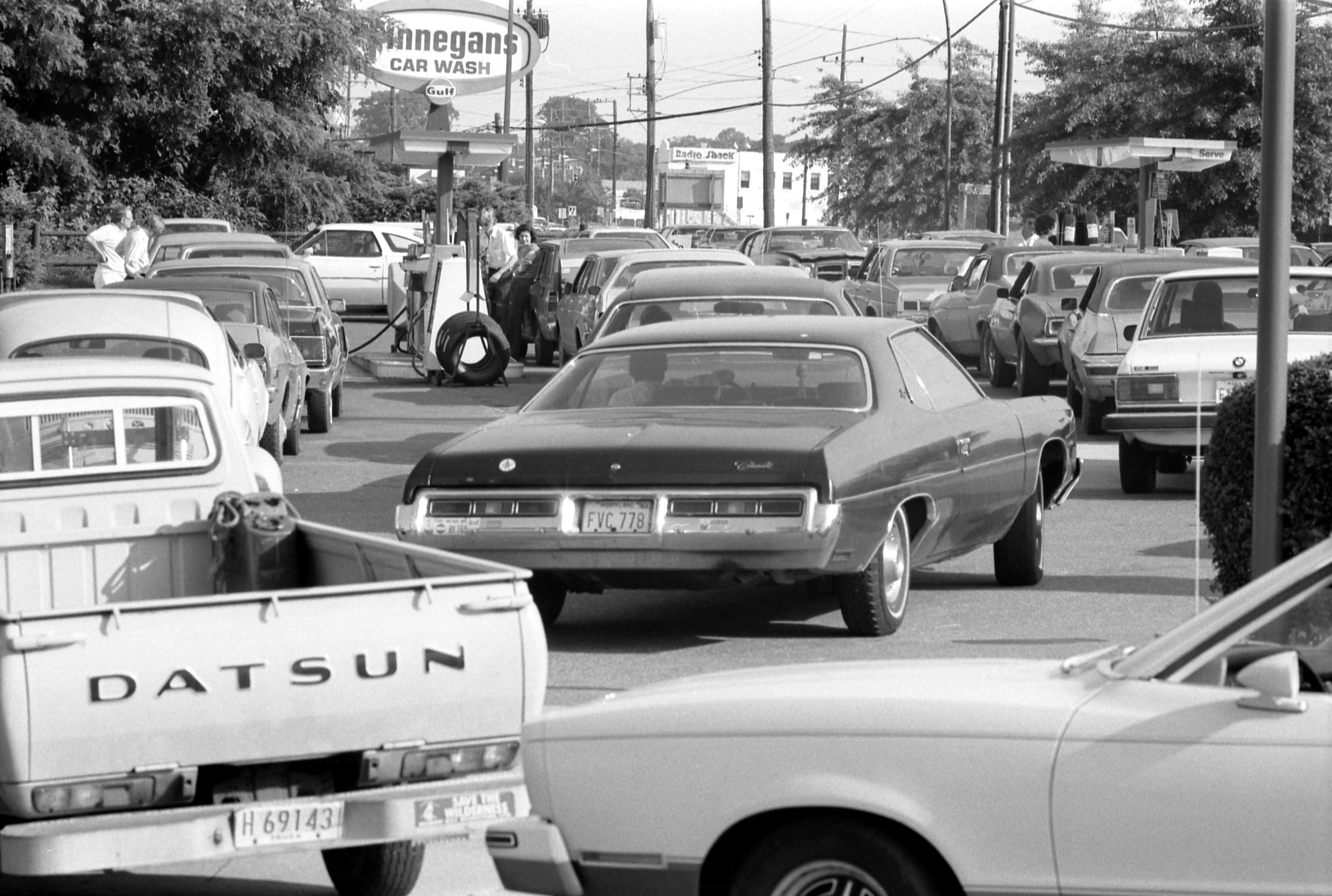
Embouteillages devant une station service du Maryland, le 15 juin 1979.

Le deuxième choc pétrolier est une crise mondiale des prix du pétrole à la fin des années 1970 ayant principalement trouvé sa source en Iran. Sous les effets conjugués de la révolution iranienne, de la guerre Iran-Irak et du redémarrage de la demande mondiale à la suite du premier choc pétrolier, le prix du pétrole est multiplié par 2,7 entre le milieu de l'année 1978 et 1981. La deuxième crise pétrolière est sans doute plus sévère encore que la précédente en ce qu'elle n'épargne ni les pays nouvellement industrialisés d'Asie ni ceux du Tiers monde.

## Déroulement
Le 8 septembre 1978 ont lieu à Téhéran des émeutes violemment réprimées, connues sous le nom de « Vendredi noir ». Elles marquent le début de la révolution iranienne, qui s’achève par la fuite du Shah le 16 janvier 1979.
En raison de ces bouleversements politiques dans un des principaux pays producteurs de pétrole, la production mondiale diminue, provoquant une hausse du prix du pétrole. Le prix de l’« Arabe léger », qui est de moins de 13 $/bbl en septembre 1978, atteint 35 $/bbl en mai 1979 et culmine à plus de 40 $/bbl à l’automne de la même année. À Rotterdam, les prix des produits finis flambent, passant entre fin octobre 1978 et fin juin 1979 de 200 à 400 $/tm (tonne métrique) pour le supercarburant ; 130 à 380 $/tm pour le gazole ; 70 à 140 $/tm pour le fioul ordinaire.
Le 22 septembre 1980, la guerre Iran-Irak débute. L’arrêt des exportations iraniennes provoque de nouvelles hausses de prix. Le prix officiel de l’Arabe léger, redescendu à 26 $/bbl au début de l’année 1980, remonte à 32 $/bbl le 1er novembre de la même année, après l’ouverture des hostilités entre l’Iran et l’Irak, pour atteindre finalement 39 $/bbl au début de 1981. L’augmentation de la production saoudienne ne suffit pas à empêcher cette hausse. La tension du marché et le bouleversement des habitudes se traduisent par une hausse du prix des bruts, mais ils étirent également l’échelle de prix basée sur la qualité de chacun des bruts. Après la réunion de l’OPEP à Bali en décembre 1980, l’écart entre le prix officiel de l’Arabe léger (brut de référence) et celui du « Mélange Saharien » passe à 8 $/bbl soit cinq à six fois son niveau de décembre 1978 (1,40 $/bbl).
Les pays consommateurs cherchent tout d’abord à faire des économies d’énergie. Les États-Unis contingentent ainsi les consommations. Par la suite, d’autres sources d’énergie sont recherchées par ces pays, ce qui entraîne un ralentissement de la consommation pétrolière. Face à cette baisse de la demande, les prix repartent à la baisse au printemps 1981. En juin 1981, les producteurs de la mer du Nord abaissent leurs prix de 3 $/bbl. Le Mexique et le Nigeria procèdent à leur tour, à l'été 1981, à des baisses de prix significatives, afin de réaligner leurs prix sur le brut de référence qu’est l’Arabe léger.
Finalement, à la suite des réunions de Genève, fin octobre 1981, et d'Abou Dabi, début décembre de la même année, les pays de l’OPEP procèdent à la remise en ordre attendue de l’échelle de prix normale. Centrée sur le nouveau prix de référence de 34 $/bbl de l’Arabe léger, la nouvelle grille de différentiels de prix entre ce brut et les autres se resserre. C’est ainsi qu’au 1er janvier 1982, l’écart de prix entre l’Arabe léger et le Mélange saharien (du Hassi Messaoud ajouté à du condensat d’Hassi R’Mel) descend de 8 à 3 $/bbl. L’écart entre les bruts BTS de type libyen ou saharien et les bruts HTS de type Safaniya passe de 9 à 6 $/bbl.

## Conséquences
Cette crise pétrolière a provoqué pour les pays industrialisés une augmentation du coût de l’énergie, qui les oblige à investir plus rapidement dans certaines énergies de substitution. De plus, il y a une baisse générale des investissements.
Ces développements affectent particulièrement le Japon, dont l'Iran était la source traditionnelle d’approvisionnement en pétrole. Pour les pays en développement, aux handicaps déjà difficiles à franchir s’ajoute l’absence de ressource énergétique bon marché.
Une nouvelle répartition des revenus entre pays producteurs et pays consommateurs s'est également esquissée. Les pays producteurs bénéficient d’une rente de situation. Cette manne financière est en partie injectée dans leur économie locale sous forme d’investissements ou redistribuée de façon variable à leurs habitants. Cependant, les responsables saoudiens investissent surtout en Occident, y achetant des pans entiers des secteurs du tourisme et de la finance.